# Zygmunt Chyliński
Zygmunt Chyliński (ur. 18 sierpnia 1930 w Krakowie, zm. 29 listopada 1994 tamże) – polski fizyk i filozof, profesor Uniwersytetu Jagiellońskiego.

## Życiorys
Po ukończeniu szkoły średniej rozpoczął studia fizyki i matematyki na Uniwersytecie Jagiellońskim. Magisterium uzyskał w 1952 i został asystentem Jana Weyssenhoffa. W 1958 obronił doktorat, w 1968 uzyskał habilitację. Jego zainteresowania naukowe były bardzo szerokie – od fizyki cząstek aż po dyfuzję wodoru w metalach. Głównym polem zainteresowania była mechanika kwantowa, w szczególności zaś jej spójność z teorią względności (zob. jego Kwanty i relatywistyka, 1992). 30 maja 1994 otrzymał nominację profesorską.
W Kwantach i relatywistyce, w możliwie prosty sposób, Chyliński przedstawia hipotezę relacjonizmu, stanowiącą swoiste poszerzenie Leibniza atrybutywnej przestrzeni i czasu. Stara się tu zgłębić realność mikroobiektów, opisywanych przez mechanikę kwantową i teorię względności oraz inaczej spojrzeć na czasoprzestrzeń i pomiar fizyczny. Refleksja ta jest próbą rozwiązania fundamentalnych trudności fizyki współczesnej oraz jej filozoficznych interpretacji. Hipoteza relacjonizmu wypływa z analizy zasady względności, mierzalności zdarzeń, metryczności czasoprzestrzeni i próbuje przekroczyć ich ograniczenia.
Był świetnym dydaktykiem, obdarzonym niezwykłym talentem mówienia w sposób prosty o trudnych problemach fizyki. Jego wykłady z mechaniki teoretycznej były podporą dla wielu w próbie zrozumienia świata.
Był wykładowcą na krakowskich uczelniach: Akademii Górniczo-Hutniczej
 i Uniwersytecie Jagiellońskim. Pochowany na Cmentarzu Salwatorskim w Krakowie.

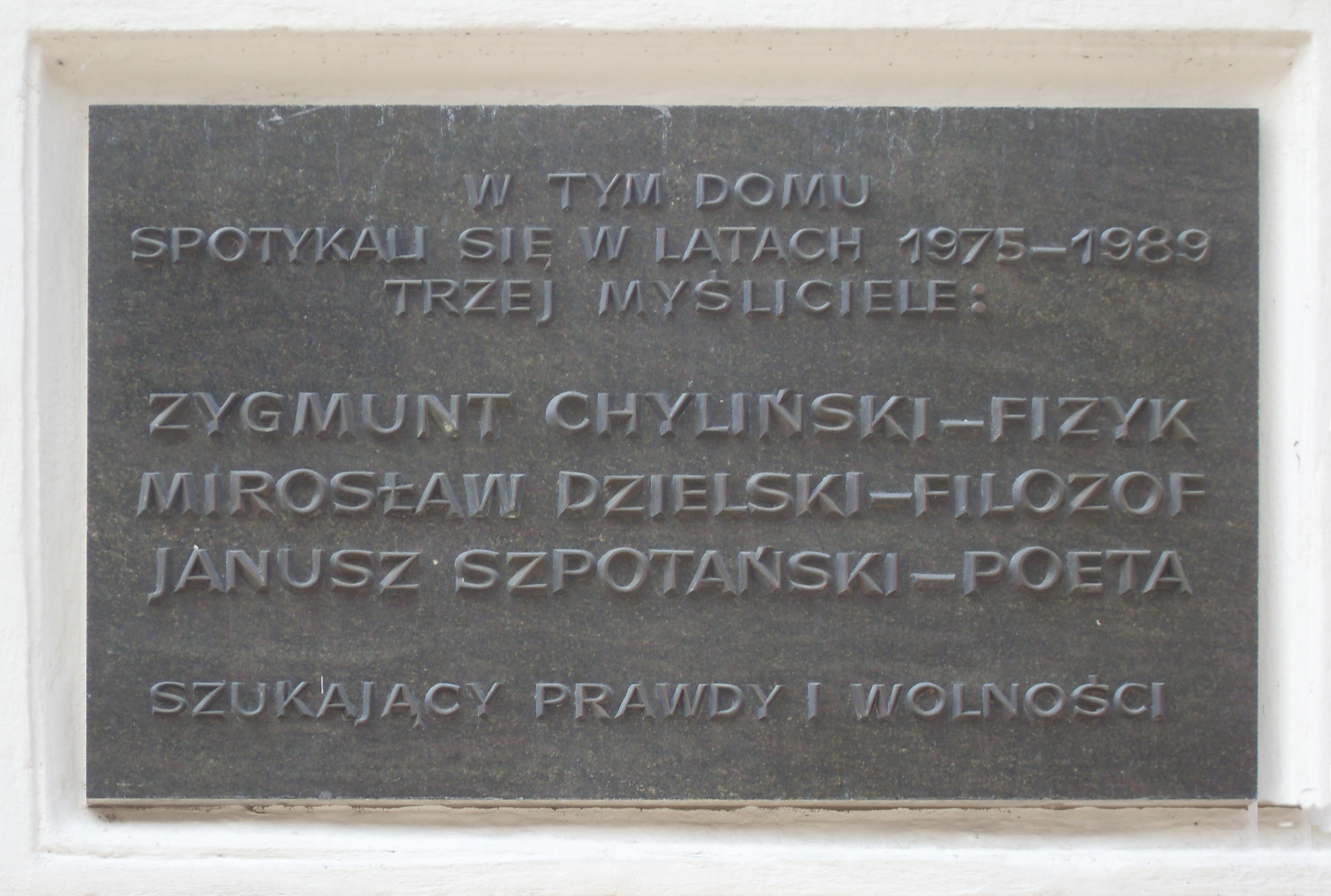
Tablica pamiątkowa na kamienicy przy ul. Poselskiej 24 w Krakowie

## Upamiętnienie
- W Krakowie, na Prądniku Białym, znajduje się ulica jego imienia[7].
- Tablica pamiątkowa ku czci: Zygmunta Chylińskiego, Mirosława Dzielskiego i Janusza Szpotańskiego na kamienicy przy ul. Poselskiej 24 w Krakowie.

## Publikacje
- "Uncertainty Relation between Time and Energy", Acta Physica Pollonica 28 (1965) 631-638.
- "Analysis of Measurement in Macro- and Microphysics", Nukleonika 13 (1968), 23-28.
- "Podstawowe modele teoretyczne fizyki i operacjonizm", Zagadnienia Filozoficzne w Nauce 1 (1978/1979).
- "O tak zwanych twierdzeniach limitacyjnych", Zagadnienia Naukoznawstwa 91-92 (1987), 401-410.
- Kwanty a relatywistyka, Kraków 1992.